# Pitambara sinuata
Pitambara sinuata är en insektsart som beskrevs av William Lucas Distant 1906. Pitambara sinuata ingår i släktet Pitambara och familjen Lophopidae. Inga underarter finns listade i Catalogue of Life.